# Лемба (народ)

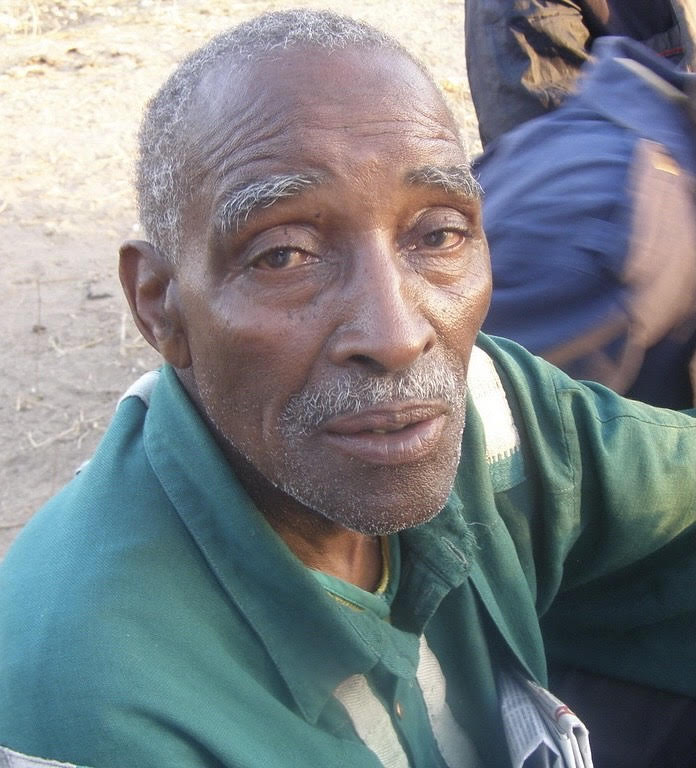
Старейшина из племени лемба

Лемба — африканский народ численностью около 70 000 человек, говорящий на языке банту и обитающий в южной части Африки (Зимбабве, ЮАР). Религиозные представления и обряды племени (вера в единого Бога и свою принадлежность к избранному народу, почитание субботы, запрет на свинину, обрезание) очень близки к иудаизму, несмотря на то, что сегодня многие из них официально считаются христианами и мусульманами. Согласно устной традиции лемба, их предки были выходцами из Иудеи, переселившимися около 2500 лет назад в Сенну в современном Йемене, а затем — в Африку. Генетические исследования показывают высокую вероятность их ближневосточного и семитского происхождения.

## Генетика
Исследования ДНК показали, что более 50 % лемба имеют Y-хромосомы ближневосточного семитского происхождения. Исследование, проведённое в 2000 году, показало, что значительное число мужчин лемба несут определенный гаплотип Y-хромосомы, известный как коэнский модальный гаплотип (CMH), а также Y-хромосомную гаплогруппу J, найденную как у некоторых евреев, но также и в других популяциях на Ближнем Востоке и в Аравии. С другой стороны, по митохондриальной ДНК (женской наследственной линии) лемба ничем не отличаются от своих африканских соседей. В исследовании 2011 года выявили, что с умеренно высокой частотой у лемба встречается Y-хромосомная гаплогруппа T1b, которая выявлена на низких частотах у евреев-ашкенази, а также в нескольких левантийских популяциях, но является крайне редкой у евреев Ближнего Востока и Северной Африки.